# Jumper (film)
Jumper er en amerikansk science fictionfilm fra 2008 instrueret af Doug Liman og løst baseret på romanen af samme navn af Steven Gould fra 1992. Filmen har Hayden Christensen, Jamie Bell, Samuel L. Jackson og Rachel Bilson på rollelisten.

## Ekstern henvisning
- Jumper på Internet Movie Database (engelsk)
- Jumper på Filmdatabasen
- Jumper på Scope
- Jumper i Svensk Filmdatabas (svensk)
- Jumper på AlloCiné (fransk)
- Jumper på MovieMeter (nederlandsk)
- Jumper på AllMovie (engelsk)
- Jumper hos American Film Institute (engelsk)
- Jumper på Turner Classic Movies (engelsk)
- Jumper på The Movie Database (engelsk)